# Мужчина

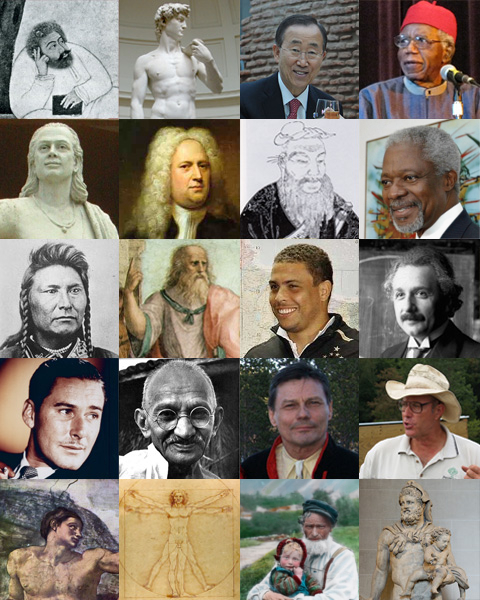
Представители мужского пола

Мужчи́на — человек мужского пола, тот, кто обладает функциональными и морфологическими признаками, которые определяют мужской пол. Слово «мужчина» также может обозначать гендерную идентичность, а не пол человека. Обычно в современности, слово «мужчина» обозначает человека среднего возраста, для обозначения ребёнка используется слово «мальчик», молодого человека — «юноша», пожилого человека — «старик».
Мужчины — разнообразны в предпочитаемых гендерных выражениях и в сексуальных предпочтениях. Однако в современном обществе доминирует бинарная гендерная система, при которой мужчины, не соответствующие установкам гегемонной маскулинности, не воспринимаются с обывательской точки зрения как «настоящие мужчины» и нередко подвергаются жёстким формам гендерного надзора.
Общество, в котором власть принадлежит полностью или по большей части мужчинам, называется «патриархатом». Считалось, что патриархат является культурной универсалией, однако в настоящее время гуманитарные науки отошли от данной точки зрения. Тем не менее, науке неизвестно существование чисто матриархальных обществ. Современное общество во многих аспектах сохраняет признаки андроцентричности и патриархальности.
Междисциплинарной научной областью, изучающей мужчин, являются мужские исследования. Специфические проблемы мужского здоровья изучает андрология.

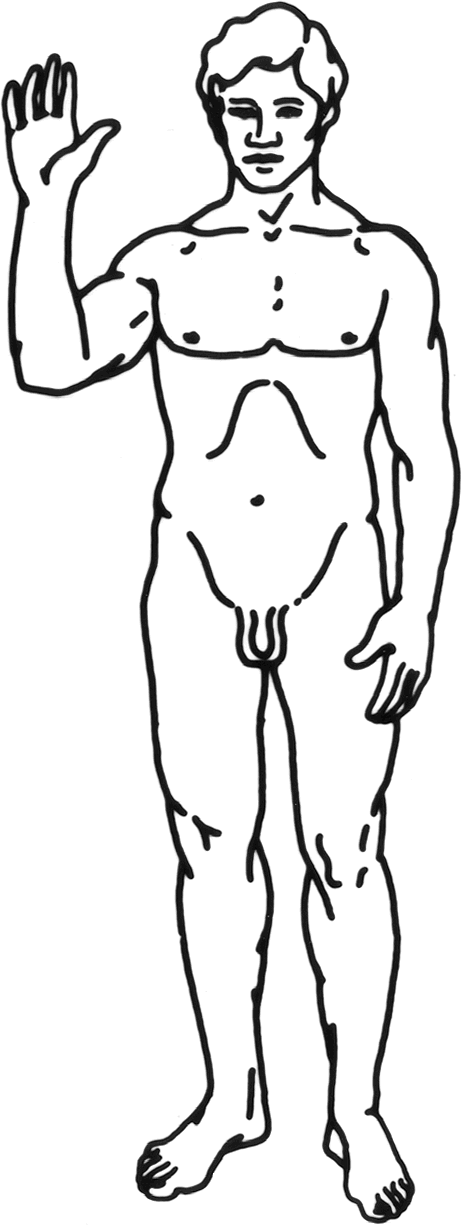
Изображение мужской особи человека (самец вида Homo sapiens), посланное на зонде «Пионер-11»

## Лексика

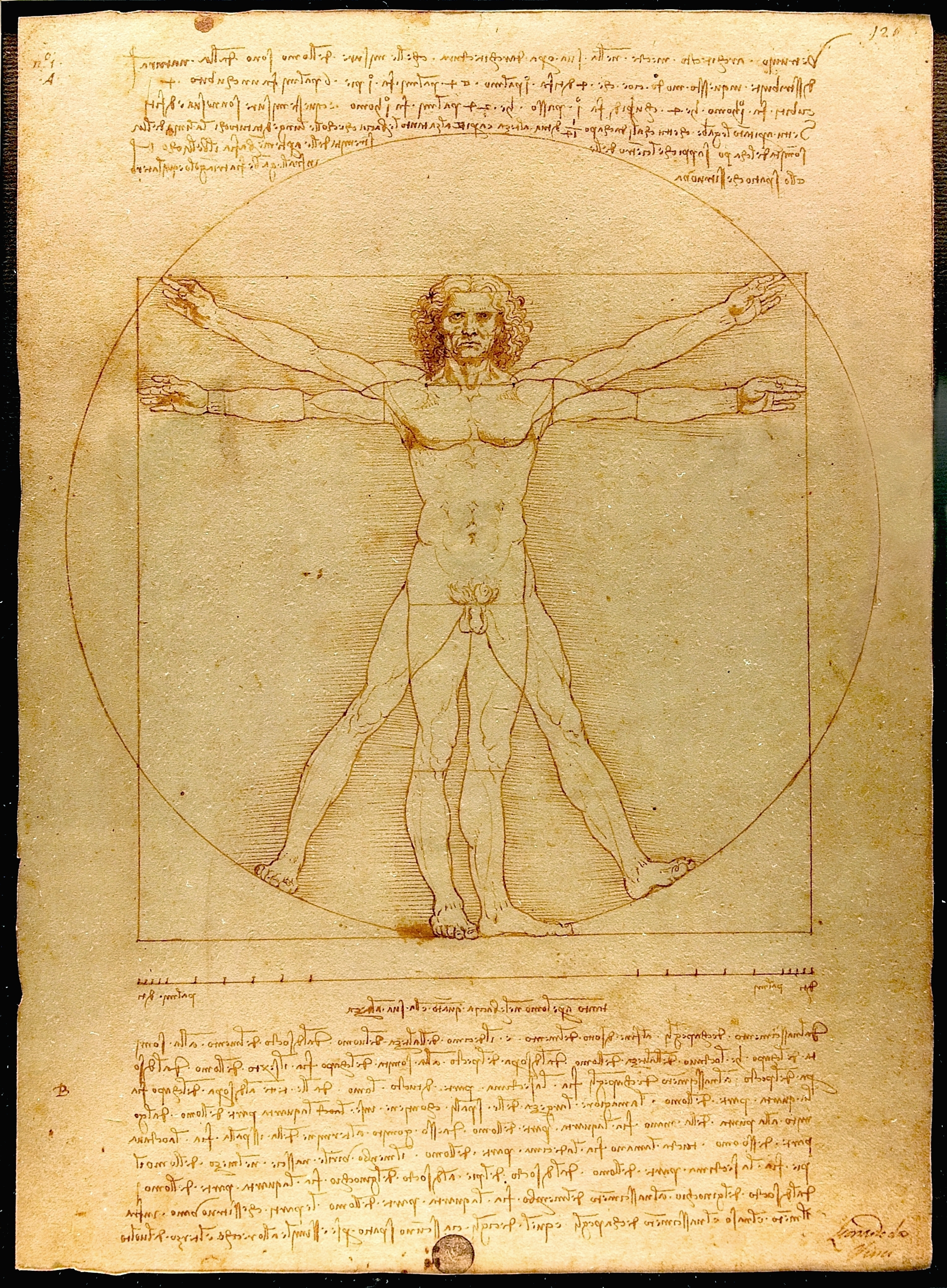
Витрувианский человек Леонардо да Винчи изображает пропорции мужского тела

### Происхождение слова
Слово «мужчина» состоит из корня «муж-» и суффикса «-чин-». Ранее в древнерусском и русском языках в значении «мужчина» также использовалось слово «муж». Аналоги слова «муж» также встречаются во многих славянских языках. Корень «муж-» родственен древнеиндийскому mánuṣ («человек, муж»), так же как и, например, немецкое Mann и английское man.

### «Мужчина» и «человек» в языке
Во многих языках одно и то же слово обозначает как мужчину, так и человека вообще, например, англ. man, фр. homme, рус. молодой человек (в обращении к мужчине) и др. В современных гуманитарных науках этот факт понимается как одно из ключевых проявлений андроцентризма — представления о мужчине и мужском как о норме, относительно которой женщина и женское рассматриваются как отклонение. К другим проявлениям андроцентризма в языке относится, например, игнорирование женщин за счёт использования «общего мужского рода» и местоимения «он» для обозначения человека вне зависимости от гендера.

### Различные слова для обозначения мужчин
Слово «мальчик» используется для обозначения ребёнка или подростка. Для обозначения молодого мужчины используются слова «юноша», «парень», «молодой человек». Слово «парень» также используется в разговорной речи для обозначения мужчины или человека вообще.

### Обращение к мужчине
Во многих культурах, где гендер является значимой социальной категорией, приняты формы обращения, указывающие на гендер адресата, для мужчин это, например, «мистер» в английском языке, «герр» в немецком, «господин» в русском и пр. Наряду с гендерно-специфичными, во многих языках существуют и гендерно-нейтральные формы обращения, такие как советское «товарищ» и постепенно завоёвывающее популярность в английском «микс» или «макс» (на письме — Mx.).

## Биология и гендер
В 2022 году Кембриджский словарь добавил к определению мужчины как взрослого человека мужского пола второе определение, включившее трансгендерного мужчину, описанного как «взрослого человека, который живёт и идентифицирует себя как мужчина, хотя можно сказать, что он имел другой пол при рождении». В ответ на критику тех, кто посчитал это политическим заявлением, представитель Кембриджского словаря объяснил, что изменение соответствует тому, как слова используются в обществе. «Наши словари написаны для изучающих английский язык и призваны помочь пользователям понимать английский язык в том виде, в котором он используется в настоящее время», — говорится в заявлении.

### Биологические особенности

#### Генетика

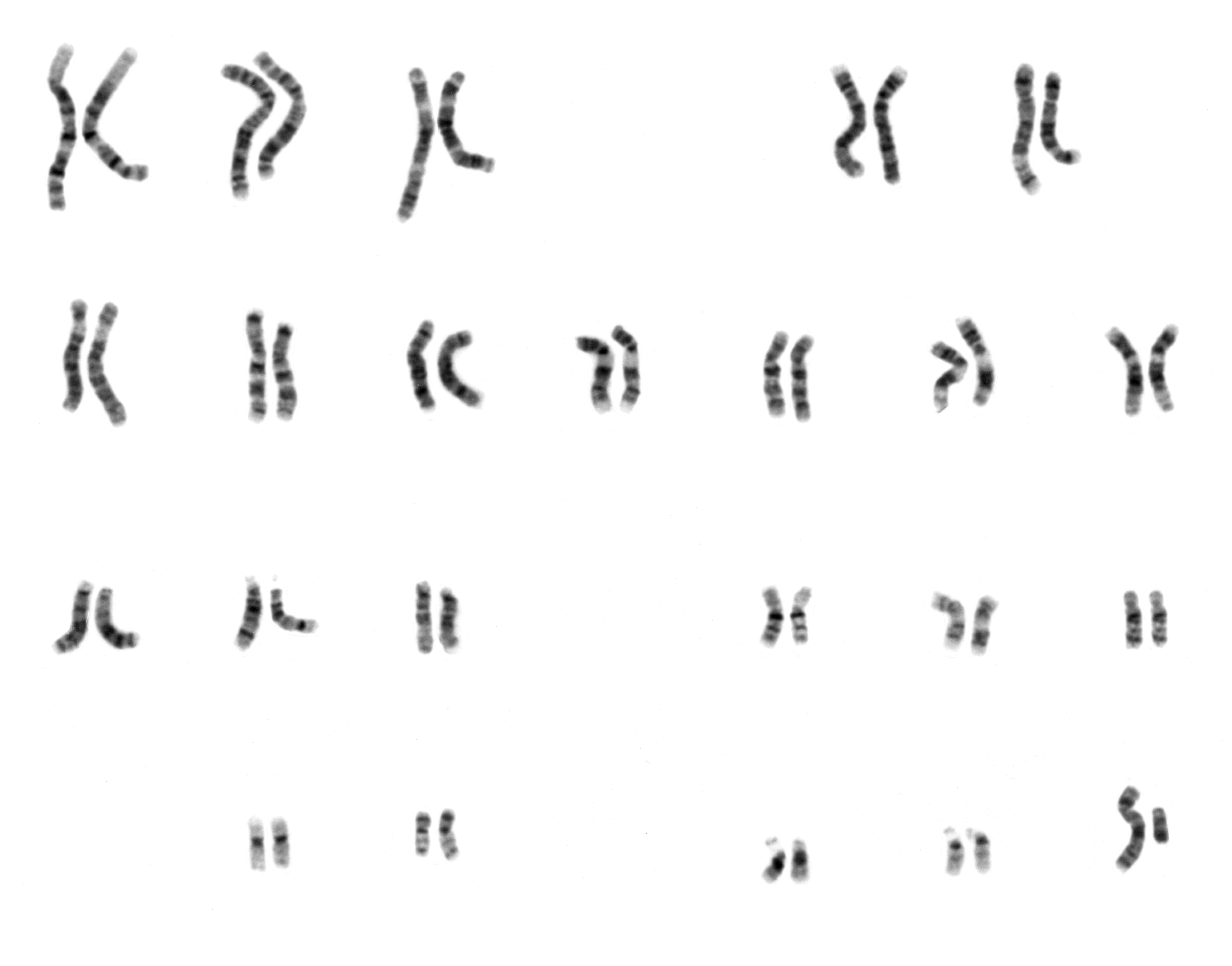
Кариотип мужчины при использовании окраски по Романовскому — Гимзе

С точки зрения генетики, у человека мужским считается гетерогаметный организм — то есть имеющий в кариотипе две разные половые хромосомы, обозначаемые X и Y, в отличие от женского организма, имеющего в кариотипе две X-хромосомы.
Сперматозоиды, имеющие гаплоидный набор хромосом (половину от набора в других клетках), содержат либо только X, либо только Y-хромосому. Генетический пол будущего ребёнка зависит от того, какую половую хромосому несёт сперматозоид, так как все яйцеклетки несут Х-хромосому.
По мнению некоторых авторов, в результате антагонической эволюции полов на мужской половой Y-хромосоме остались лишь гены, связанные с половым диморфизмом. Поскольку вероятность фатального «удара» по ней со стороны X-хромосомы втрое выше, чем возможности подобного влияния Y-хромосомы, для предотвращения серьёзных конфликтов с X-хромосомой мужская Y-хромосома вынужденно «отключила» множество генов, которые в настоящий момент не кодируют никакие белки. За 300 миллионов лет непрерывной «гонки вооружений» с Х-хромосомой, Y-хромосома мужчины из исходных 1438 лишилась 1393 генов.
Кариотип не всегда определяет анатомическое развитие, например, у некоторых людей с хромосомным набором XY строение половых органов соответствует традиционным представлениям о женской анатомии. Такое сочетание кариотипа и анатомии представляет собой один из видов интерсексуальности.

### Анатомия и физиология
С точки зрения биологии, организм мужчины имеет ряд анатомических и физиологических свойств, которые отличают его от организма женщины. Отличия в строении тела мужчины и женщины делятся на первичные и вторичные половые признаки. Первичные половые признаки — это особенности строения органов размножения, которые формируются уже во время внутриутробного развития, но становятся функционально активными только в результате полового созревания. В процессе полового созревания формируются вторичные половые признаки — особенности остальных частей тела.
Мужские половые органы являются частью репродуктивной системы. К ним относятся половой член, яички, семявыносящий проток и простата. Назначение мужской репродуктивной системы — производство спермы, содержащей сперматозоиды, которые могут сливаться с яйцеклеткой внутри женского организма. Поскольку сперма, проникающая в матку, а затем в фаллопиевы трубы, оплодотворяет яйцеклетку, которая в дальнейшем развивается в эмбрион, мужская репродуктивная система напрямую не участвует в процессе беременности.
Вторичные половые признаки мужского организма обычно развиваются в период полового созревания под влиянием андрогенов — мужских половых гормонов, вырабатывающихся в яичках. Половое созревание у мальчиков обычно начинается позже, чем у девочек, — около 12—13 лет. К мужским вторичным половым признакам относят, в частности, более развитую, чем у женщин, мышечную систему, более высокий рост, крупные кисти рук и ступни, узкий таз и широкие плечи, более выраженный рост лобковых волос и волос на животе, груди и других частях тела, а также на лице, более низкий голос и выступающий кадык.

### Заболевания
Специфическими заболеваниями мужчин занимается медицинская дисциплина андрология. В основном мужчины подвержены тем же заболеваниям, что и женщины, однако есть и некоторые заболевания, специфические для пола. Распределение некоторых заболеваний коррелирует с полом человека — например, дальтонизм и другие наследственные заболевания, сцепленные с Х-хромосомой.

### Определение пола и гендерная идентичность
При рождении ребёнка ему обычно приписывается либо женский, либо мужской пол на основании внешнего вида половых органов. Но форма половых органов не всегда соответствует генетическому полу и необязательно предопределяет дальнейшее анатомическое и физиологическое развитие ребёнка, а также его гендерную идентичность. У некоторых интерсексуальных детей половые органы выглядят неоднозначно. Во многих странах таким детям в раннем возрасте проводятся хирургические операции, хотя положительное влияние таких операций на дальнейшую жизнь ребёнка не доказано. В других случаях интерсексуальность проявляется только в период полового созревания. По мнению некоторых биологов, традиционное выделение только двух полов противоречит биологической реальности.
Приписанный при рождении пол также может не соответствовать гендерной идентичности человека — внутреннему самоощущению как представителя того или иного гендера. Вне зависимости от того, является ли человек интерсексуальным, он может ощущать принадлежность к другому гендеру, чем приписанный ему при рождении. Трансгендерные мужчины — это мужчины, которым при рождении был приписан женский пол. Некоторые — хотя не все — трансгендерные мужчины проходят заместительную гормональную терапию и различные хирургические процедуры, чтобы привести свою внешность в соответствие с гендерной идентичностью.

### Мужская гендерная роль
Гендерная роль — это совокупность социальных ожиданий, предписывающих человеку определённое поведение в зависимости от его гендерной принадлежности. В современном мире господствует бинарная гендерная система, в которой люди разделяются на две противоположные группы: мужчин и женщин, — и подразумевается жёсткое соответствие между приписанным при рождении полом и гендерной ролью. При этом в некоторых культурах мира гендер традиционно не является значимой социальной категорией и, соответственно, нет традиционной мужской гендерной роли. В других культурах выделяется три и более гендеров и соответствующих гендерных ролей.
В тех культурах, где существует отдельная мужская гендерная роль, её содержание меняется со временем и различается в разных слоях общества. Например, исследователи отмечают, что в СССР с начала 1970-х годов традиционная патриархальная маскулинность «домостроевского типа» вступила в противоречие с новыми ценностями индивидуализма, равенства и «мягкой мужественности». Для многих современных мужчин ценность агрессивности и физической силы снижается, и формируется новый идеал маскулинности, где ценятся такие качества, как интеллектуальность, образованность, выдержанность, снисходительность.
В обществе существуют представления о «настоящем мужчине», максимально соответствующем принятым в обществе установкам «правильной» маскулинности. Данное явление описывается введённым социологом Рэйвин Коннелл понятием «гегемонная маскулинность».

#### Гендерные различия
В западных обществах, начиная с античности, для объяснения и обоснования мужских и женских гендерных ролей использовались отсылки к природным различиям мужчин и женщин. В современной науке такие обоснования иногда принимают форму эволюционных теорий, которые представляют современные гендерные роли как результат естественного отбора. Эволюционные теории гендерных различий не подтверждаются эмпирическими данными. В частности, эмпирические исследования опровергают утверждение о том, что женщины при выборе партнёра руководствуются его качествами как потенциального кормильца семьи, а мужчины — внешней привлекательностью. Многие учёные также указывают на грубые методологические ошибки таких теорий.
Хотя было проведено множество исследований с целью установить неустранимые различия между мужчинами и женщинами, достичь этой цели науке не удалось: по имеющимся научным данным, сходств между представителями разных гендеров гораздо больше, чем различий, поэтому некоторые современные учёные отмечают, что целесообразнее было бы говорить о базовой гипотезе гендерного сходства. Выявляемые учёными небольшие различия между мужчинами и женщинами (в математических способностях, способностях к пространственному восприятию и агрессивности) не универсальны, и существуют данные об их зависимости от влияния гендерных стереотипов.
Как цисгендерные, так и трансгендерные мужчины разнообразны в своих гендерных выражениях.

#### Гендерные стереотипы
Во многих современных обществах широко распространены гендерные стереотипы, приписывающие мужчинам такие качества, как активность, стремление к лидерству, авторитарности и риску, агрессивность и рациональность, и осуждающие проявление мужчинами слабости и эмоциональности. Гендерные стереотипы в целом не соответствуют действительности. Например, хотя мужчины сообщают, что не считают себя очень склонными к эмпатии, но измерения физиологических и мимических реакций показывают, что различий в непосредственных эмпатических реакциях между мужчинами и женщинами нет. Другие исследования обнаруживают, что мужчины испытывают злость, грусть и страх так же часто, как женщины, но при этом чаще выражают злость и подавляют другие негативные эмоции, а женщины, наоборот, подавляют злость и выражают грусть и страх.
С точки зрения современной науки, гендерные стереотипы служат поддержанию существующих в этих обществах гендерных ролей и, в частности, гендерного неравенства. Как правило, те стереотипные качества, которые в той или иной культуре приписываются мужчинам, ценятся в рамках этой культуры выше, чем качества, приписываемые женщинам. Таким образом, гендерные стереотипы выражают и укрепляют андроцентризм — представление о мужчинах как о норме, относительно которой женщины представляют собой отклонение.
Как показывают исследования, гендерные стереотипы о мужчинах и нормативное давление окружения и общества, требующих от мужчин воплощать гендерные стереотипы, наносят вред мужчинам. В частности, гендерные стереотипы способствуют вовлечению мужчин в рискованое поведение и совершение преступлений. С другой стороны, гендерные стереотипы мешают мужчинам обращаться за помощью в случаях, когда они сами оказываются пострадавшими от насильственных действий.
Гендерный надзор в отношении мужчин часто имеет гомофобный характер, о чём свидетельствуют гомофобные оскорбления, активно использующиеся в отношении мужчин, отступающих от принятых в обществе гендерных установок.

## Сексуальность
Сексуальность мужчин является разнообразной — в частности, мужчины могут иметь различную сексуальную ориентацию.

## Ассоциируемая с полом жестовая символика
- В Японии фамильярным жестом, означающим «мужчина», также «отец», «хозяин» или «любовник», является выпрямленный большой палец на выставленной перед собой руке, при сложенных в кулак остальных пальцах. Аналогичен западному жесту одобрения (также имеющемуся в Японии, как молодёжное заимствование)[50].
- В русском жестовом языке слово «мужчина» выражает короткий двукратный боковой взмах-касание лба над бровью указательным пальцем, лежащем на большом пальце при этом остальные пальцы сжаты[51].

## Ассоциируемая с полом графическая символика
- Символ планеты Марс — ♂, названной в честь древнеримского бога войны также используется для обозначения мужского пола для двуполых существ.
- Ян — мужское начало в древнекитайской философии, олицетворяющее белое, светлое, мужское, акцент на внешнее. Мужское начало Ян находится в тесной, неделимой связи с Инь — женским началом, которое символизирует чёрное, женское, акцент на внутреннее.
- При построении генеалогической схемы в медицинской генетике мужчин обозначают квадратами (а женщин — кружками).
- В массовой культуре укоренилась ассоциация мужского пола с голубым цветом, так, в некоторых странах принято при рождении младенца покупать для мальчика голубые (синие), а для девочки розовые (красные) пелёнки или ленты.

Символ «Марса»
Даосская монада «инь и ян»

## Положение мужчин в обществе
Исторически сложилось так, что в большинстве культур мужчины имели больше прав и пользовались большим авторитетом в обществе, чем женщины. Эта традиция закреплена и в предписаниях распространённых мировых религий. Мужчина выполнял роль воина, кормильца семьи, а женщина присматривала за детьми, готовила еду и, в зависимости от общества, управляла домашними рабами мужа. В современной науке превалирует точка зрения, что чисто матриархальных обществ никогда не существовало. Патриархат же ранее считался в принципе культурно универсальным явлением, однако в настоящее время гуманитарные науки отошли от данной точки зрения. Точку зрения, что все известные общества были патриархальными, разделяет социолог Э. Гидденс.
Перемены, произошедшие в отношении к женщине в XX веке на Западе, наиболее ярко характеризуются такими процессами, как сексуальная революция и активизация феминизма, как организованного проявления стремления к равноправию мужчины и женщины. В СССР, после уравнивания в правах, женщина трудилась вместе с мужчинами от колхозов, до заводов и научных лабораторий.
В настоящее время во многих странах женщины уравнены в правах с мужчинами на законодательном уровне, однако часты случаи дискриминации женщин.
Что же касается дискриминации мужчин и антимужских предубеждений, то данные явления существуют, однако, как указывают исследователи в сфере социальной справедливости Камден Странк и Лесли Локк, по крайней мере в отношении цисгендерных мужчин дискриминация и предубеждения не являются системными по своей природе, в отличие от укоренившейся дискриминации женщин. В связи с этим далеко не все учёные придерживаются точки зрения, что дискриминацию мужчин, во всяком случае, цисгендерных, можно называть сексизмом. Так, социологи Аллан Джонсон и Дэвид Уэллман используют данный термин в строгой привязке к мужским привилегиям. Мужчины чаще сталкиваются с сексизмом со стороны мужчин, чем со стороны женщин.
Термин, обозначающий ненависть к мужчинам — «мизандрия», популяризированный представителями движения за права мужчин во многом из-за схожести с термином «мизогиния», который употребляется феминистками в основном в отношении институционализированного угнетения женщин, также широко подвергается критике как пример ложной аналогии.

## Мужчина в русских мифах и поговорках
Древнеславянские мифологические мотивы создания богом первых людей из теста сохранились в русской поговорке «испечён из того же теста», относимой к людям, схожим по образу мысли и действиям. Согласно другому мифу, сохранившемуся в сказочных сюжетах, первый человек был вырублен из ствола дерева или родился из полена, положенного в люльку, отсюда происходит крылатое выражение «неотёсанный человек», «чурбан неотёсанный». Имеется мифологический сюжет и о том, как бог сшивал первых людей из кожи по одному шаблону, но для сшивания мужчины оторвал слишком длинную нитку, поэтому её конец остался болтаться у того между ног, а женщина осталась незашитой, так как нитки не хватило. Наконец, поговорка «холостой — полчеловека» и фраза «вторая половинка» (о жене или муже) могут восходить к восточнославянской легенде о первых людях, которые вылуплялись из яиц, снесённых Евой. Но перед этим бог разрезал эти яйца на две половинки и выбросил с неба. На Земле из двух половинок одного яйца рождались мужчина и женщина, которые были предназначены друг для друга, и вступали в счастливый брак. Но некоторые половинки попали в болота или в глубокие овраги, и там погибли, оттого, будто бы некоторые люди не могут найти себе подходящую пару, и остаются в одиночестве.
В других поговорках отражены женские стереотипы, направленные не на внешние данные мужчины, а на ум и ответственность «мужчина, коли хоть немножко казистее черта, — красавец», «отчего мужик дешёв? — оттого, что глуп», «на красивого глядеть хорошо, с умным жить легко», «хоть плох муженек, да затулье моё, завалюсь за него — не боюсь никого» и т. д.

## Образ мужчины в искусстве

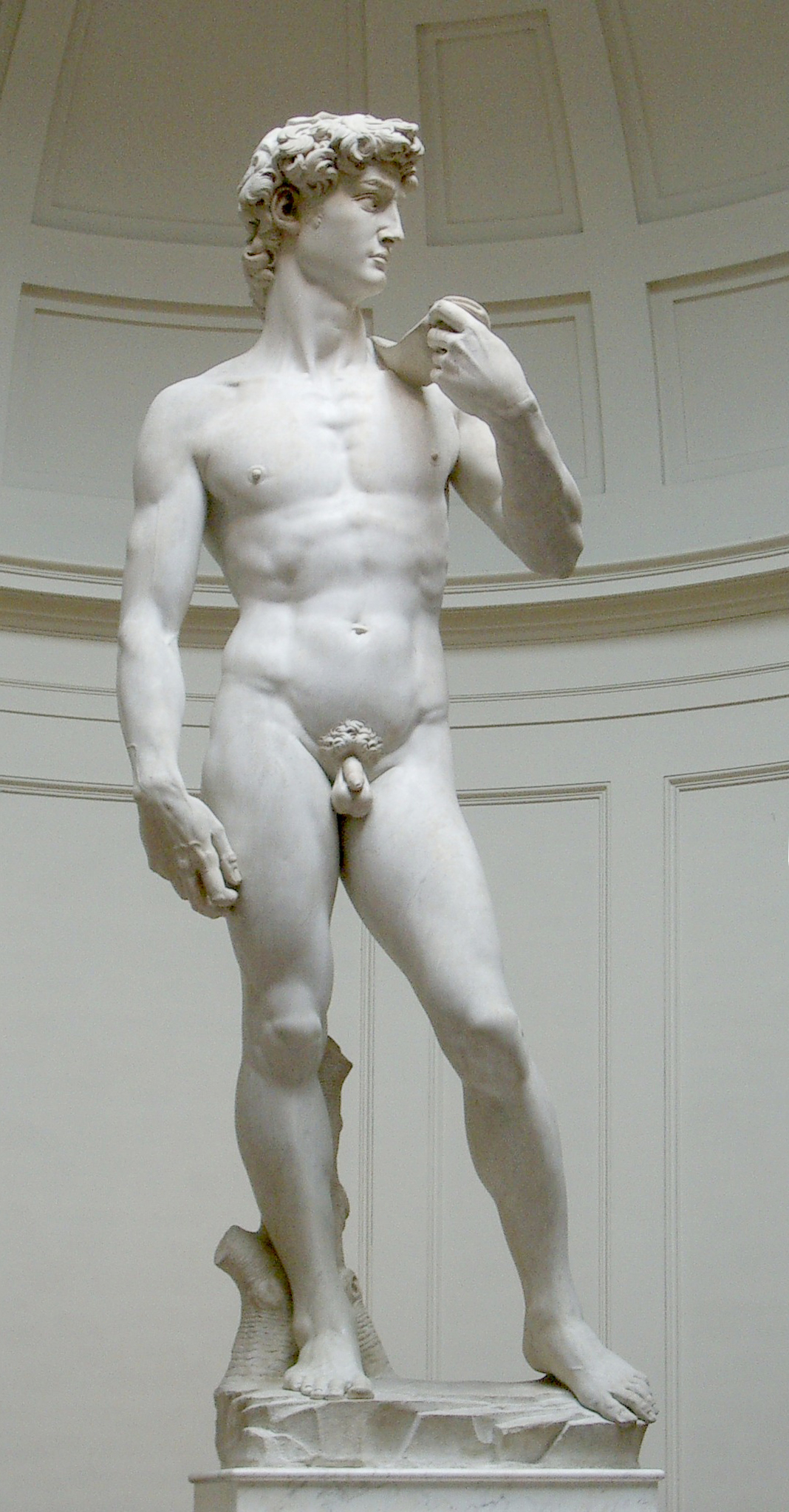
«Давид» Микеланджело — классический образ молодой мужской красоты в западном искусстве

Во все времена образ мужчины выступал в качестве героического персонажа, как объект для запечатления в изобразительных искусствах. Здесь приведены лишь некоторые известные произведения искусства, изображающие мужчину и/или посвящённые мужчине.
В живописи:
Сотворение Адама.
В кино:
Укрощение строптивого.
В скульптуре:
Давид (Микеланджело).
В литературе:
Одиссея.

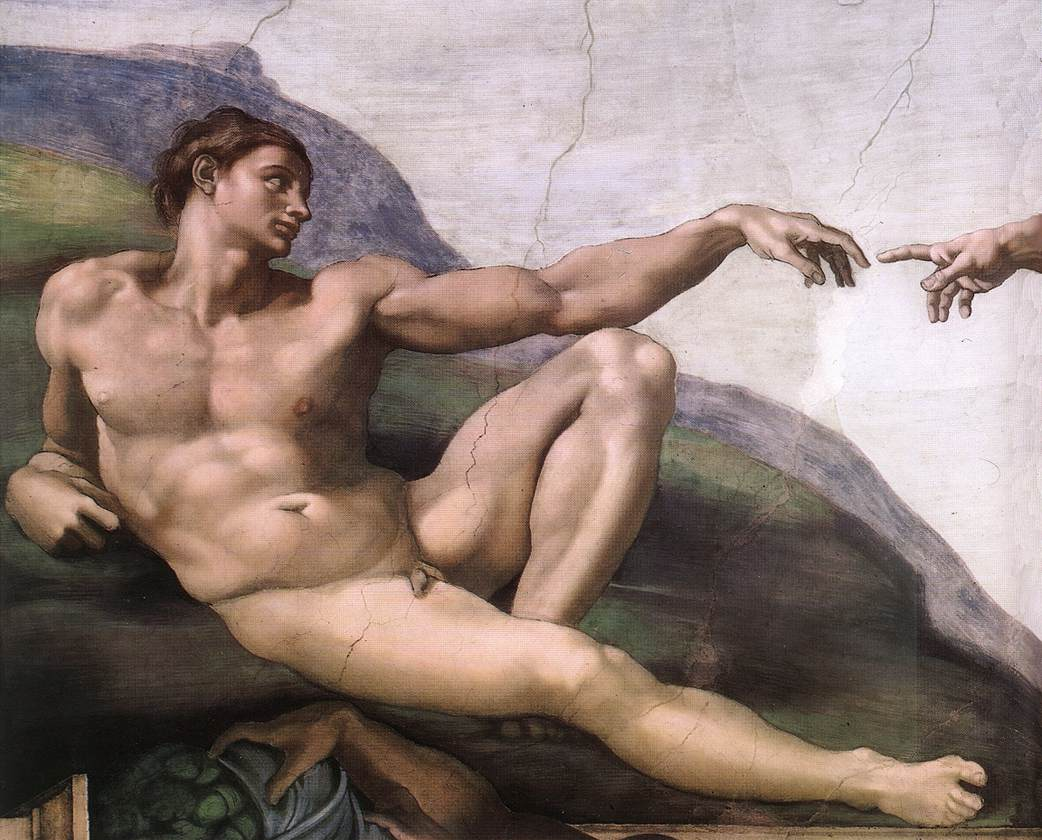
Деталь Микеланджело «Сотворение Адама» (около 1511)

В 1985 году американская карикатуристка Элисон Бекдел обратила внимание на то, что в кинематографе мужчины имеют настолько более широкую репрезентацию, чем женщины, что весьма сложно найти фильм, который прошёл бы тест:
1. в фильме есть хотя бы две женщины,
2. которые говорят друг с другом,
3. о чём-либо, кроме мужчин.

Тест Бекдел в скором времени стал активно использоваться критиками для оценки телевидения, кино, комиксов и книг.

## Праздники
- Международный мужской день (19 ноября).
- Всемирный день мужчин (первая суббота ноября).
- День отца (в разных странах  даты празднования различаются).
- День защитника Отечества (23 февраля). В последнее время в России и других странах СНГ этот праздник считается некоторыми людьми как «день мужчин»[74].